# 2017-es Fonogram díj átadása
A 2017-es Fonogram – Magyar Zenei Díj gálaestet a Magyar Hangfelvétel-kiadók Szövetsége 2017. március 1-én, szerdán este a Várkert Bazárban rendezték meg a magyar zenei élet legnagyobb, az alkotók és háttérszakemberek teljes körét felvonultató eseményét.
Az egykori Budai Ifjúsági Park helyszínén, a Várkert Bazárban megrendezendő nagyszabású eseményen a szakma széles körének szavazatai alapján vehették át az elismeréseket az előző év legjobb zenei teljesítményeit nyújtó előadóművészek. A rendezvényt élőben közvetítette az ATV.
A szavazás során 18 különböző műfaji kategóriában, a zenészekből, zenei szakemberekből, újságírókból álló széles körű jelölőbizottság, illetve egy szűkebb szakmai zsűri, az ún. Fonogram Bizottság tagjainak szavazatai alapján alakult ki a jelöltek névsora. A második fordulóban a nyerteseket a Fonogram Bizottság tagjai választották ki.
A jelöltek listáját 2017. február 16-án hozták nyilvánosságra.

## Fellépők
| Előadó(k)              | Dal(ok) |
| ---------------------- | --- |
| Group'n'Swing          | Intro |
| Andrewboy Szegedi Timi | "No More Silence" |
| New Level Empire Deniz | "Valahol" |
| Honeybeast             | "Így játszom" |
| Rúzsa Magdi            | Népdal egyveleg |
| Group'n'Swing          | Hungária & Fenyő Miklós egyveleg "Csókkirály" "Csavard fel a szőnyeget" "Gyere, gyere Juli!" "Várni rád egy éjen át" "Casino Twist" "Hotel Menthol" "Duci Juci" "Multimilliomos jazz-dobos" "Napfény a jégen" "Made in Hungária" |
| Group'n'Swing          | Outro |

## Házigazdák és díjátadók
Az est házigazdái Pásztor Anna és Abaházi Csaba voltak. A díjakat és az életműdíjat a Mahasz jelenlegi elnöke, Szűts László adta át a házigazdákkal együtt.

## Nyertesek és jelöltek
A nyertesek félkövéren lettek feltüntetve.

### Az év hazai klasszikus pop-rock albuma vagy hangfelvétele
Pajor Tamás / Ámen - Fénykor (szerzői kiadás)
- Ákos - "Ugyanúgy" (Fehér Sólyom)
- Bródy János - Ráadás (GrundRecords)
- Caramel - "Elzárt övezet" (Gold Record)
- Hooligans - Igaz történet (Hear Hungary)
- Ivan & The Parazol - F.É.S.Z.E.K. (Modernial)

### Az év külföldi klasszikus pop-rock albuma vagy hangfelvétele
David Bowie - Blackstar (Sony Music)
- Bon Jovi - This House Is Not For Sale (Universal Music)
- Lukas Graham - Lukas Graham (Magneoton/Warner Music)
- Sting - 57th & 9th (Universal Music)
- The Rolling Stones - Blue & Lonesome (Universal Music)

### Az év hazai modern pop-rock albuma vagy hangfelvétele
Rúzsa Magdolna - Érj hozzám (Magneoton)
- Honeybeast - Bódottá (Gold Record)
- Irie Maffia - "Bajnok" (szerzői kiadás)
- Quimby - Jónás jelenései (Tom-Tom Records)
- Wellhello - #Sohavégetnemérős (Magneoton)

### Az év külföldi modern pop-rock albuma vagy hangfelvétele
Bruno Mars - 24K Magic (Magneoton/Warner Music)
- Justin Timberlake - "Can't Stop The Feeling!" (Sony Music)
- Red Hot Chili Peppers - The Getaway (Magneoton/Warner Music)
- Robbie Williams - The Heavy Entertainment Show (Sony Music)
- Sia featuring Sean Paul - "Cheap Thrills" (Sony Music)

### Az év hazai alternatív vagy indie-rock albuma vagy hangfelvétele
Jónás Vera Experiment - Tiger, Now! (Launching Gagarin Records & Management)
- Hiperkarma - "Délibáb" (Interwurlitzer)
- Lóci játszik - Hadd legyek arról híres (Prime Event Management)
- Margaret Island - "Libikóka" / "Sárga levelek" (Gold Record)
- Paddy and the Rats - Lonely Hearts' Boulevard (Nordic Records)

### Az év külföldi alternatív vagy indie-rock albuma vagy hangfelvétele
Radiohead - A Moon Shaped Pool (XL Recordings)
- Bastille - Wild World (Universal Music)
- Empire of the Sun - Two Vines (Universal Music)
- PJ Harvey - The Hope Six Demolition Project (Universal Music)
- Sigur Rós - "Óvedur" (XL Recordings)
- The 1975 - I Like It When You Sleep, For You Are So Beautiful Yet So Unaware Of It (Universal Music)

### Az év hazai elektronikus zenei albuma vagy hangfelvétele
Belau - The Odyssey (szerzői kiadás)
- Brains - "All Eyes On Me" (featuring Jumodaddy) / "Guiding Star" (featuring Szécsi Böbe) (Beats Hotel Records)
- DJ Bootsie - Ég (Mamazone)
- Halott Pénz featuring Agebeat and Kovary - "Élnünk kellett volna" (szerzői kiadás)
- New Level Empire - "Valahol" (featuring Deniz) / "Szerteszét" (Elephant House)

### Az év külföldi elektronikus zenei albuma vagy hangfelvétele
The xx - "On Hold" (Young Turks Recordings)
- Calvin Harris - "My Way" (Sony Music)
- David Guetta - "This One's For You" (feat. Zara Larsson) / "Would I Lie To You" (featuring Cedric Gervais & Chris Willis) / "Bang My Head" (featuring Sia & Fetty Wap) (Elephant House/Warner Music)
- Major Lazer - "Lean On" (with DJ Snake featuring MO) / "Cold Water" (featuring Justin Bieber & MO) / "Light It Up" (featuring Nyla & Fuse ODG) [Remix] / "Boom" (with MOTi featuring Ty Dolla $ign, Wizkid & Kranium) (Elephant House/Warner Music)
- Robin Schulz - "Sugar" (featuring Francesco Yates) / "Shed a Light" (with David Guetta featuring Cheat Codes) / "Show Me Love" (featuring Richard Judge) (Elephant House/Warner Music)

### Az év hazai rap- vagy hiphopalbuma vagy hangfelvétele
Hősök - "Lepörög a film" / "Életút" / "Felejtés" / "Ha én lennék a főnök" / "Legjobban" / "Menj tovább" / "Nem vagy egyedül" (Gold Record)
- Deniz - "Halhatatlanok" (DENIZ Music)
- Halott Pénz - Ülni. Örülni. Megőrülni. (szerzői kiadás)
- Majka featuring Kollányi Zsuzsi - "Eléglesz" (Magneoton)
- Red Bull Pilvaker - "Pató Pál Úr" (Gold Record)

### Az év külföldi rap- vagy hiphopalbuma vagy hangfelvétele
Drake - Views (Universal Music)
- Desiigner - "Panda" (Universal Music)
- Kendrick Lamar - untitled unmastered. (Universal Music)
- Snoop Dogg - Coolaid (SPV - CASH Machine Records)
- The Weeknd - Starboy (Universal Music)

### Az év hazai hard rock vagy metalalbuma vagy hangfelvétele
Asphalt Horsemen - Brotherhood (GrundRecords)
- Junkies - Buli volt, buli van, buli lesz (Nordic Records)
- Leander Kills - Túlélő (Hear Hungary/Keytracks)
- Nomad - Márványmenyasszony (Hear Hungary/Keytracks)
- Uzipov - Szennyes (szerzői kiadás)

### Az év külföldi hard rock vagy metalalbuma vagy hangfeltétele
Metallica - Hardwired... To Self-Destruct (Universal Music)
- Alter Bridge - The Last Hero (Napalm Records)
- Dream Theater - The Astonishing (Magneoton/Warner Music)
- Korn - The Serenity Of Suffering (Magneoton/Warner Music)
- Megadeth - Dystopia (Universal Music)

### Az év hazai hagyományos slágerzenei albuma vagy hangfelvétele
Márió - Duett Album (ko records)
- Jolly és Suzy - Fújhat a szél, Eshet az eső (HungaroSound)
- Kő Kóla? - Berúgok minden nap! (Snapsz-R)
- MC Hawer és Tekknő - "Nélküled" (szerzői kiadás)
- Postás Józsi - Magyarország (ko records)

### Az év hazai kortárs szórakoztatózenei albuma vagy hangfelvétele
Rakonczai Imre - Az éjszaka fényei (Schubert Music Publishing)
- Budapest Voices - Finomra hangolva (PR Garden)
- Dés/Geszti - A Pál utcai fiúk (Tom-Tom Records)
- Gájer Bálint - Swing'n Pop (Universal Music Hungary)
- Pálvölgyi Géza - Piano And Soul (Tom-Tom Records)
- Zorall - Retrográd (EDGE Records (HMR Music Kft.))

### Az év hazai gyermekalbuma vagy hangfelvétele
Farkasházi Réka és a Tintanyúl - Bumm, Bumm, Bumm (Tom-Tom Records)
- Czutorborsók - Kresz Géza utazásai (Music Fashion)
- Eszter-lánc mesezenekar - Kétszervolt, holnemvolt (Gryllus)
- Palya Bea - Nappali dalok (Libri Könyvkiadó Kft.)
- Varga Feri & Balássy Betty - Tudni jó (szerzői kiadás)

### Az év hazai jazzalbuma vagy hangfelvétele
Péter Kaszás - Infinity Project (Magneoton)
- Barabás Lőrinc Quartet - Beardance (szerzői kiadás)
- Hajdu Klára Quartet featuring Fekete-Kovács Kornél - Plays Standards (Dedicated to Chet Baker) (GrundRecords)
- Harcsa Veronika & Gyémánt Bálint - Tell Her (Harcsa Veronika (magánkiadás))
- Syrius Legacy - Az ördög álarcosbálja (Tom-Tom Records)

### Az év hazai világ- vagy népzenei albuma vagy hangfelvétele
Palya Bea - Tovább nő (szerzői kiadás)
- Bognár Szilvia, Herczku Ágnes, Paár Júlianna, Szalóki Ági és az Etnofon Zenei Társulás - Kiss Ferenc: Leánydicsérő (Etnofon)
- Firkin - "Start Again" (Pump Jump Records)
- Kerekes Band - Back To Folk (szerzői kiadás)
- Lajkó Félix - Most jöttem (Fonó)

### Az év felfedezettje
- Lóci játszik (Prime Event Management)
- Bagossy Brothers Company (Prime Event Management)
- Belau (szerzői kiadás)
- KIES (szerzői kiadás)
- KosziJanka (Schubert Music Publishing)

### Életműdíj
Fenyő Miklós

### Szakmai Életműdíj
Nemes László hangmérnök